# Andreas Egelin
Andreas Egelin, född 16 maj 1704 i Örberga socken, död 4 april 1784 i Ekebyborna socken, var en svensk präst i Ekebyborna församling. 

## Biografi
Andreas Egelin föddes 16 maj 1704 i Örberga socken. Han var son till hospitalspredikanten Petrus Egelinus och Christina Palmærus i Vadstena. Egelin blev 1728 student vid Uppsala universitet, Uppsala och prästvigdes 3 juni 1750. Han blev 1737 skolmästare vid Vadstena krigsmanshus och 1 december 1763 blev han pastor i Vadstena krigsmanshusförsamling. Egelin tog pastoralexamen 30 maj 1758 och blev 7 oktober 1772 kyrkoherde i Ekebyborna församling, Ekebyborna pastorat. Han avled 4 april 1784 i Ekebyborna socken.

### Familj
Egelin gifte sig 21 februari 1754 med Catharina Thollander (1724–1805). Hon var dotter till kyrkoherden i Svanshals socken. De fick tillsammans barnen Christina Catharina, Anna Margareta (1757–1802), Sven Peter Egelin (1760–1826) och Ulrica.